# SSKA Pomir
SSKA Pomir (tadschikisch ССКА Помир; englischsprachige Eigenschreibweise CSKA Pamir; auch als SKA-Pamir bekannt) ist ein Fußballverein aus der tadschikischen Hauptstadt Duschanbe. SKA-Pamir war der einzige Klub der Tadschikischen SSR, der je in der höchsten Liga der Sowjetischen Fußballmeisterschaft vertreten war und spielt seit der Unabhängigkeit Tadschikistans in der höchsten tadschikischen Liga.

## Geschichte

Früheres Logo

Nach dem Gewinn der Meisterschaft in der zweiten sowjetischen Liga 1988 spielte der Verein drei Saisonen lang, bis zur Auflösung der UdSSR, in der höchsten sowjetischen Spielklasse. Im Jahr 1992 konnte SKA-Pamir sowohl die erste Austragung des tadschikischen Pokalbewerbs in der Unabhängigkeit als auch die erstmals ausgetragene tadschikische Meisterschaft für sich entscheiden. 1995 folgte der zweite Meistertitel, in der Spielzeit 1996/97 nahm der Verein an der Asian Club Championship teil.

## Erfolge
- Sowjetischer Zweitligameister: 1988  ▲
- Tadschikischer Meister: 1992, 1995
- Tadschikischer Pokalsieger: 1992
- Tadschikischer Pokalfinalist: 2009

## Trainer
- Juri Pawlowitsch Sjomin (1983)

## Spieler
- Edgar Hess (1973–1979)
- Raschid Rachimow (19??–1982) Jugend, (1982–1992) Spieler
- Sergei Mandreko (1990–1992)